# 乌雷
乌雷（德語：Ulay，1943年11月30日—2020年3月2日）是德国（前西德）行为艺术家，长期和玛莉娜·阿布拉莫维奇合作表演。

## 早期生涯
行為藝術

## 與瑪莉娜·阿布拉莫維奇合作
鼻子塞住接吻，最後都昏倒、頭髮綁一起17小時、互拉弓箭

## 個人生活
行為藝術